# Decikovți, Veliko Tărnovo
Decikovți (în bulgară Дечковци) este un sat în comuna Veliko Tărnovo, regiunea Veliko Tărnovo,  Bulgaria. 

## Demografie
Componența etnică a satului Decikovți
     Nicio identificare (100%)
     Altele (0%)
La recensământul din 2011, populația satului Decikovți era de 2 locuitori. . Pentru 100% din locuitori nu este cunoscută apartenența etnică.